# Paula Cabrerizo
Paula Cabrerizo Cuevas, née le 6 octobre 1994 à Madrid, est une coureuse de fond espagnole spécialisée en skyrunning. Elle est championne d'Europe de kilomètre vertical 2015.

## Biographie
Paula fait ses débuts en athlétisme sur piste et en cross-country. En 2014, elle découvre la discipline du skyrunning et s'y illustre rapidement, notamment en kilomètre vertical. Le 26 juillet, elle remporte son premier titre national en devant championne d'Espagne junior de kilomètre vertical au KV Cereisaleu.
Le 17 mai 2015, elle parvient à suivre le groupe de tête à Zegama-Aizkorri. Azara García lance son attaque en deuxième partie de course pour s'emparer de la tête. Paula la suit et double Oihana Kortazar pour remporter la médaille d'argent de l'épreuve SkyRace des championnats d'Europe de skyrunning. Le 7 juin, elle parvient à battre la favorite Azara García aux championnats d'Espagne de kilomètre vertical pour remporter le titre senior. Poursuivant sur sa lancée, elle établit un nouveau record du parcours au kilomètre vertical du Mont-Blanc en 41 min 11 s et décroche le titre de championne d'Europe de kilomètre vertical.
Elle démontre à nouveau ses talents en kilomètre vertical en terminant au pied du podium lors des championnats du monde de skyrunning. La championne Christel Dewalle est cependant disqualifiée après avoir été contrôlée positive à l'heptaminol. Paula hérite de la médaille de bronze.
À la suite de ces nombreux succès, Paula peine à gérer les nombreuses sollicitations. Se mettant trop de pression, elle craque physiquement et psychologiquement. Elle se retire de la compétition pendant un an et demi afin de se rétablir et de faire une mise au point,.

## Palmarès
| no  | féminin            | Course                                                   | Longueur | Départ            | Temps           |
| --- | ------------------ | -------------------------------------------------------- | -------- | ----------------- | --------------- |
| 80e | Médaille d'argent  | Championnats d'Europe de skyrunning - SkyRace            | 42,2 km  | 17 mai 2015       | 4 h 43 min 44 s |
| 36e | Médaille d'or      | Championnats d'Espagne de kilomètre vertical             | 4,6 km   | 7 juin 2015       | 44 min 51 s     |
| 28e | Médaille d'or      | Championnats d'Europe de skyrunning - Kilomètre vertical | 3,8 km   | 26 juin 2015      | 41 min 11 s     |
| 16e | Médaille d'argent  | Nit Pirineu                                              | 5 km     | 18 septembre 2015 | 45 min 25 s     |
| 32e | Médaille d'argent  | Gorbeia Suzien                                           | 31 km    | 27 septembre 2015 | 3 h 29 min 38 s |
| 49e | Médaille de bronze | Championnats du monde de skyrunning - Kilomètre vertical | 2,8 km   | 22 juillet 2016   | 42 min 42 s     |

## Records
| Épreuve       | Performance   | Date             | Lieu       |
| ------------- | ------------- | ---------------- | ---------- |
| 800 mètres    | 2 min 20 s 58 | 1er juin 2013    | Leganés    |
| 1 500 mètres  | 4 min 47 s 62 | 20 avril 2013    | Alcobendas |
| 10 000 mètres | 36 min 50 s 2 | 21 mars 2015     | Madrid     |
| 10 kilomètres | 38 min 59 s   | 31 décembre 2013 | Madrid     |